# Groß Mehßow
Groß Mehßow (bis 30. Juli 2004 Groß-Mehßow), niedersorbisch Změšow, ist ein Ortsteil der Stadt Calau im südbrandenburgischen Landkreis Oberspreewald-Lausitz.
Groß Mehßow bildet ein Kirchspiel (Parochie) mit der Mutterkirche in Groß Mehßow und den eingepfarrten Gemeinden Klein Mehßow, Radensdorf, Schrackau, Tugam und Craupe.

## Geografie
Groß Mehßow ist ein Dorf in der Mehßower Landschaft, gelegen in der Niederlausitz im Westen des Landkreises Oberspreewald-Lausitz im Naturpark Niederlausitzer Landrücken. Ein Teil des Ortes befindet sich im Naturschutzgebiet Tannenbusch und Teichlandschaft Groß Mehßow. Während der südliche Teil der Gemarkung vom Niederlausitzer Landrücken (auch Niederlausitzer Grenzwall) berührt wird, befindet sich der nördliche Teil im Luckau-Calauer Becken. Östlich an Groß Mehßow grenzt der Gemeindeteil Klein Mehßow. Im Südosten und Süden schließt sich der Calauer Ortsteil Craupe mit seinen Gemeindeteilen Radensdorf und Schrakau an. Im Südwesten grenzt Groß Mehßow an den Ortsteil Babben der Gemeinde Massen-Niederlausitz, die bereits im Landkreis Elbe-Elster liegt. Westlich des Ortes befindet sich Crinitz (ebenfalls im Landkreis Elbe-Elster). Nördlich liegt Fürstlich Drehna, ein Ortsteil von Luckau mit dem Gemeindeteil Tugam, diese Orte liegen im Landkreis Dahme-Spreewald.

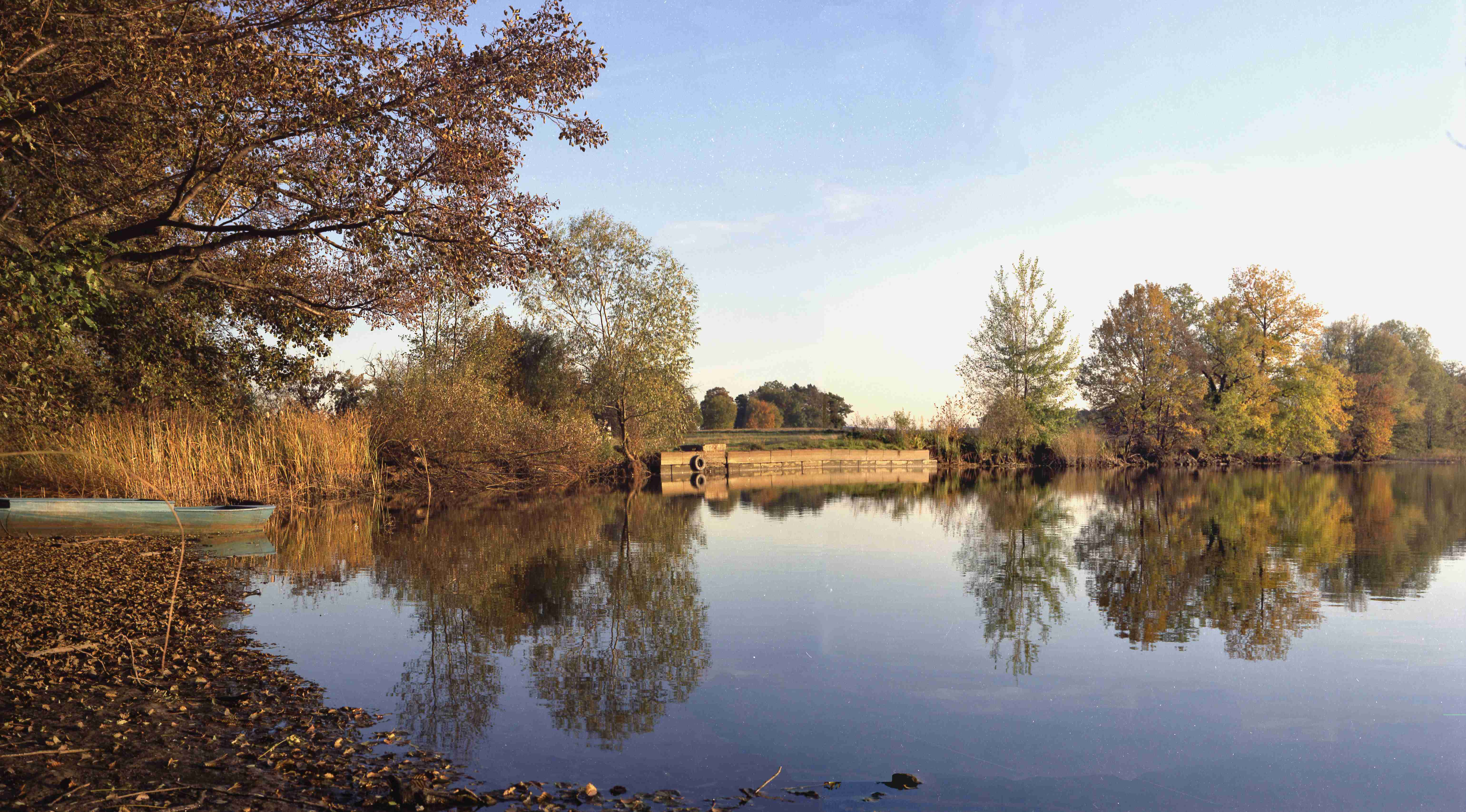
Herbststimmung am Großteich.

Zu Groß Mehßow gehört der Gemeindeteil Klein-Mehßow und der Wohnplatz Großmühle. Bis etwa 1980 zählte zu Groß Mehßow auch der Wohnplatz Kleine Mühle.
Groß Mehßow ist, nach der Siedlungsform, ein Straßendorf, einst angelegt an dem kleinen Bach Rietzka.
Die vorletzte Eiszeit hinterließ in und um Groß Mehßow umfangreiche Tonschichten im Erdreich, die zur Anlegung von Teichen eine nahezu ideale Voraussetzung darstellte. Von den einst 26 Teichen auf der Groß Mehßower Gemarkung gibt es heute noch 10. Der größte davon ist der Großteich mit einer Fläche von etwa 8 Hektar. Alle Teiche sind künstlich angelegt und entstanden zu unterschiedlichen Zeiten aus eingedämmten und überfluteten Niederungsflächen (z. B. als Folge des Kupferwasserwerkes), aber nicht aus Seen.

## Geschichte

### Ortsgeschichte

#### Deutung des Ortsnamens
Die altsorbische Grundform des Namens kann nicht mehr gesichert werden, da sowohl die deutsche als auch sorbische Namensform in der Überlieferung variieren. Es kann aber angenommen werden, dass die Grundform Směš lautet und sich von einem Personennamen ableitet. Der Name Mehßow kann sich auch vom sorbischen Wort zmesow, was Besitztum des Zemeslaw bedeutet, ableiten. Die im deutschen wenig gebräuchliche Lautgruppe Sm- beziehungsweise Zm- im Anlaut wurde durch Weglassen des S-Lautes eingegliedert.
Eine andere Deutung wären die Ableitung der Namen von masajsch und smasajsch (schmieren, mit etwas Flüssigem bedecken; mas = Wagenschmiere, Teer). So kann Groß-Mehßow nach dem Sumpfbusch in der einst quellreichen Feldmark seinen Namen
bekommen haben.

#### Ur- und Frühgeschichte

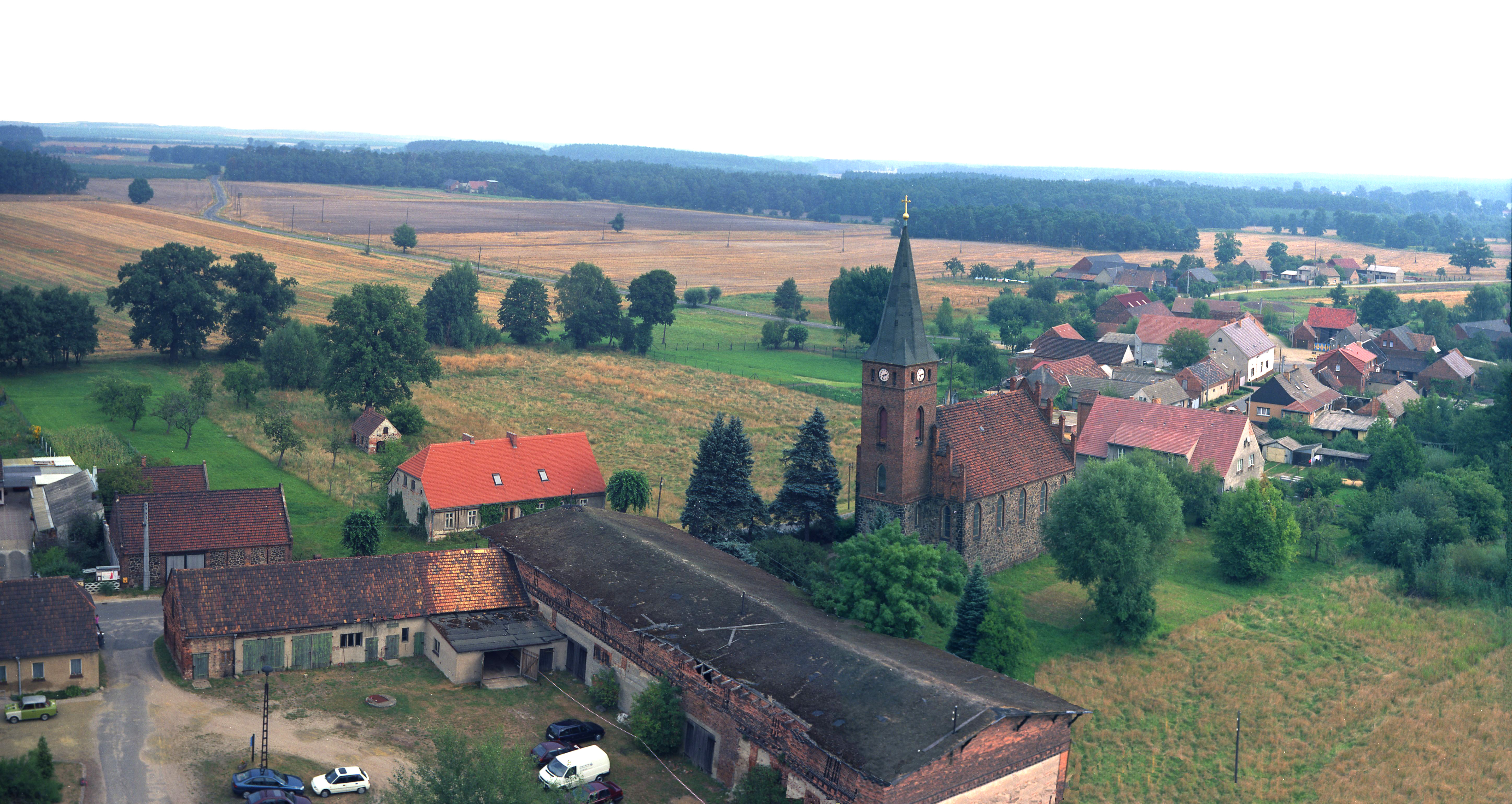
Luftbild Groß-Mehßow.

Schon seit etwa 130 000 Jahren leben Menschen in der Niederlausitz. Dass der damalige Neandertaler vielleicht auch schon in unseren Wäldern hier seiner Jagd- und Sammeltätigkeit nachging, kann man zwar vermuten, belegen lässt sich das allerdings noch nicht. Unterschiedliche Böden und das Wasserangebot, dürften dann in der jüngeren Altsteinzeit, vor etwa 10.000 Jahren, die damaligen Menschen auch in unser Gebiet gelockt haben. Jedoch erst viel später, vor über 3000 Jahren, finden sich erste eindeutige Siedlungsspuren für unsere Dörfer in Form von Urnenfriedhöfen. Es ist die von der Geschichtswissenschaft bezeichnete Bronzezeit, ein Zeitabschnitt von 2200 – 800 v. Chr. So wurde in der Nähe des Weinbergs in Klein Mehßow ein Urnengräberfeld gefunden, deren älteste Urnen einen Zeitraum von etwa 1200 – 1000 (v. Chr.) eingrenzen. Einige dieser Urnen befinden sich heute im Heimatmuseum Calau. Man kann also sagen, dass Klein Mehßow schon vor über 3000 Jahren mit Sicherheit besiedelt gewesen ist.
Das Gleiche gilt auch für Groß Mehßow. Hier finden sich gleich drei Siedlungen aus unterschiedlichen Zeitepochen.
Westlich von Groß Mehßow, am heutigen Drehnaer Teich (Luttkenberge), befand sich ein Urnengräberfeld aus der gleichen Periode, wie in Klein Mehßow. Und in den Babbener Bergen, an der Groß-Mehßower Gemarkungsgrenze, lag das nächste Urnenfeld. Dass selbst hier in der Hochebene gesiedelt wurde, lässt auf Wasserquellen in den Babbener Bergen schließen, die es ja tatsächlich noch im 20. Jahrhundert gab. Das dritte Groß Mehßower Urnenfeld, aus etwas jüngerer Zeit, findet sich in relativer Nähe zur Mehßower Burg. Und auch in Radensdorf wurde ein Urnengräberfeld am Craupschen Teiche nachgewiesen.

#### Die Groß-Mehßower Burg
Das Bestreben des Menschen, sich und sein Eigentum vor Raubtieren und feindlichen Übergriffen anderer zu schützen, führte zum Bau von Einfriedungen und Befestigungsanlagen. Die ältesten Burgen in unserer Gegend gehören in die Zeit um 900 v. Chr. Übriggeblieben davon sind meist die sogenannten Burgwälle, eine Erhebung in der Landschaft. Zu diesen Burgen zählen z. B. das Alte Schloss bei Senftenberg, der Borchelt bei Goßmar, Schönewalde bei Doberlug-Kirchhain, Zützen bei Golßen, Lieberose, Babow und Burg im Spreewald, das Heilige Land bei Niemitzsch und der Baalshebbel (Starzeddel) bei Guben, der Schlossberg in Witzen und der Rundwall im Sorauer Wald bei Sorau. Der Schlossberg von Burg (Spreewald) ist eine der größten Burgen, mit einer Länge von 320 m und einer Breite von 220 m. Die gesamte Fläche beträgt über 5 ha, und die höchste Stelle ragt 8 m aus der Niederung heraus.

Reste des Burgwalls in Groß Mehßow, auf dem sich heute der Friedhof befindet. Hier, an seiner Südseite, lässt sich der Wall noch sehr gut erahnen.

Auch in Groß-Mehßow gab es dereinst solch eine Burg, errichtet auf einer natürlichen Geländekuppe in Spornlage zur nördlichen Niederung des Baches Rietzke (frühe Eisenzeit, etwa 600 – 400 v. Chr.). Es ist die Anhöhe, auf der sich heute der Friedhof befindet und den Namen Groschkenberg trägt. Die Burg„mauer“ bestand aus einem Wall, der in einer Art Kasten- oder Palisadenkonstruktion mit Erde gefüllt war. Das Holz verfaulte im Laufe der Zeit und übrig blieb ein Erdwall, der später größtenteils zur Ackerfläche eingeebnet wurde. Die Holz-Erde-„Mauer“ umgab ein Wassergraben, dessen Aushub für das Auffüllen der Mauer verwendet wurde. An der südlichen Seite des Friedhofs lässt sich der Burgwall noch sehr gut erahnen.
Die Burg erhielt an ihrer Ost- und Nordseite zusätzlichen, natürlichen Schutz durch ihre Anlegung in unmittelbarer Nähe der sumpfig-moorigen Mehßower Niederung mit den Bächen Rietzke, Schrake und Schuche. Strategisch also eine gut ausgewählte Lage. Innerhalb der Burgmauern lagen verschiedene große Häuser, teilweise in Reihen angeordnet. Entlang der Mauer blieb innen eine Ringstraße frei. Die Größe und Planmäßigkeit der Anlagen deuten auf starke und gefestigte gesellschaftliche Kräfte hin, die zur Errichtung notwendig waren. Als Anlass des Burgbaues kann man starke Gegensätze zwischen den Stämmen vermuten, die zu häufigen kriegerischen Auseinandersetzungen führten. Ein weiterer Faktor kann die Arbeitsteilung in Handwerker und Kaufleute sein, die in diesem Zeitraum begann. Der Handwerker mit seiner Werkstatt und der Kaufmann mit dem notwendigen Handelsplatz waren eine wichtige wirtschaftliche Macht der Stämme. Sie mussten wirksam geschützt werden. Hinzu kam sicherlich auch der Schutz der Viehherden.

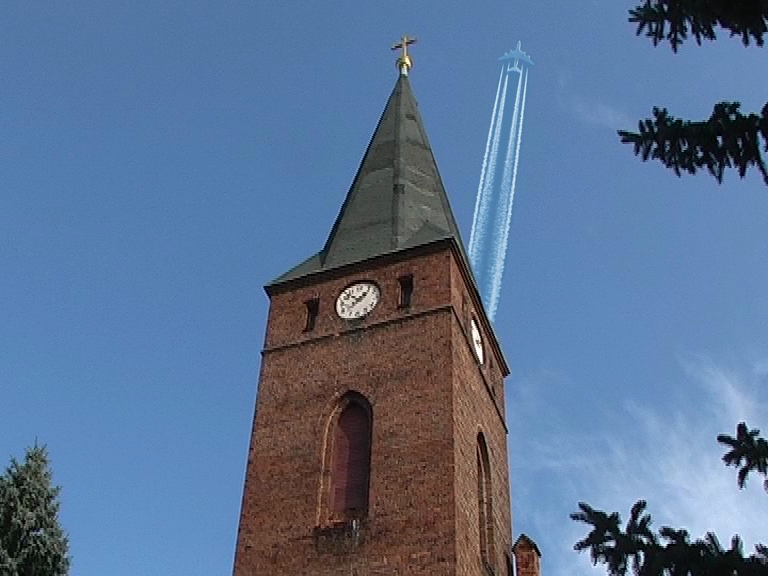
Der Kirchturm.

Meist gab es ein oder auch zwei Vorburgsiedlungen, die zwar hier in Groß Mehßow bisher noch nicht nachgewiesen werden konnten, sich aber vermutlich am südlichen oder östlichen Ackerhang befanden. Und etwa 800 m entfernt liegt in südwestlicher Richtung der Weißberg mit einem ehemaligen Gräberfeld (Urnenfriedhof) aus der gleichen Zeit. Vermutlich stand es im Zusammenhang mit der Burg.
Umfangreiche Brandreste, die man beim Ausheben der Erde für die Gräber des neu angelegten Friedhofs auf dem Burggelände fand, deuten auf eine Zerstörung durch ein großes Feuer hin. Es können kriegerische Auseinandersetzungen in dieser Zeit gewesen sein. Das, was von dieser Burg übrig blieb, der Burgwall, ist oval und fast vollständig verschliffen. Er gehört zu der sogenannten Billendorfer Gruppe (600 – 400 v. Chr.) und zeichnet sich als helle, ovale Ringfärbung (heller Sandring im dunklen Boden) im Acker ab. Seine Abmessung konnte mit 130 m × 160 m, und einer Fläche von 1,5 ha ermittelt werden. Auf dem Friedhof beträgt die Kulturschicht 1,80 m, und es fanden sich darin einige Brandhorizonte. Zahlreiche Funde von Keramikscherben belegen die Datierung in die frühe Eisenzeit. Am 16. Januar 1975 wurde der Groschkenberg unter Bodendenkmalschutz gestellt. Die späteren Slawen, selbst Errichter von unzähligen Burgen, gaben dieser alten, inzwischen schon verfallenen Befestigungsanlage, den heute noch gültigen Namen Groschkenberg.

#### Die germanische und slawische Zeit (400 v. Chr. – 1200)
Ab etwa 500 v. Chr. ist die Besiedlung rückläufig, bricht schließlich ab und ist nur noch sporadisch nachweisbar (im Altkreis Luckau und westwärts). Als Ursachen vermutet man eine ab etwa 800 v. Chr. einsetzende Klimaverschlechterung mit zunehmenden Niederschlägen und absinkenden Temperaturen, sowie andere Faktoren. In den ersten Jahrhunderten nach der Zeitenwende lebten auch in der Lausitz die Germanen (Semnonen), die aber in der Mehßower Region nicht nachweisbar sind. Durch die große Völkerwanderung, besonders im 4. Jahrhundert, zogen die Germanen dann in Richtung Thüringen ab. Es folgten slawische Stämme aus dem Osten und Südosten nach, bei uns die Lusizer (um etwa 700). Auch von ihnen gibt es bislang in Mehßow keine Spuren, bis auf eine Ausnahme, dem Groschkenberg. Die wenigen slawischen Funde deuten auf eine spärliche Besiedlung oder einer anderweitigen Nutzung des alten Burgplatzes hin.

#### Erste urkundliche Erwähnung
Eine schriftliche Erwähnung von Groß Mehßow, im Jahre 1291, erscheint in der Luckauer Chronik, die der Professor Dr. Vetter 1871 veröffentlichte: Das Dominikanerkloster zu Luckau ist 1291 durch Wolffart von Drauschwitz, oder Drauschkowitz, Besitzer von Drehnau und Gr. Mehso, und dessen Brüdern Burghart und Caspar, … gegründet worden. (Was aber noch nicht hundertprozentig belegt ist.)

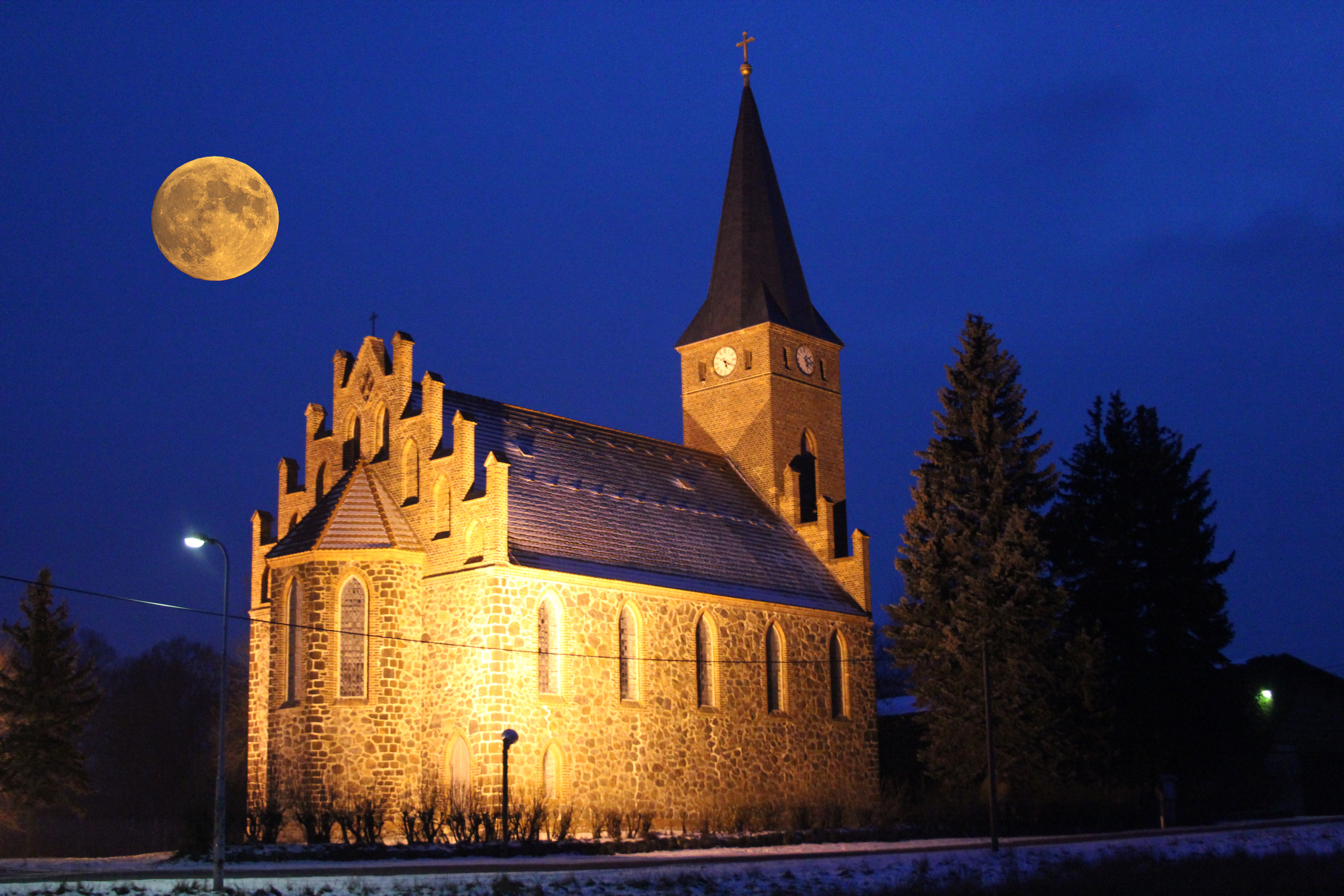
Kirche bei Nacht

Die erste gesicherte urkundliche Erwähnung findet sich in der Meißener Bistumsmatrikel von 1346, von der eine Abschrift aus dem Jahre 1495 existiert. Sie zeigt die strukturelle Gliederung im kirchlichen Bereich, verzeichnet also die einzelnen Archidiakonate und Erzpriesterstühle (lat. sedes) im Bistum Meißen aus dem Jahre 1346 und früher. Sie war eine Abgabenliste, in der die zum Bistum Meißen gehörenden Pfarrämter bzw. Kirchen aufgeführt wurden. Und zwar solche, die Einkünfte hatten, denn sie mussten von jeder Mark vier Groschen an den Bischof in Meißen abführen. Die 19 Mutterkirchen des Kirchenkreises Calau wurden in folgender Schreibweise und Reihenfolge in dieser Matrikel genannt:
Calo – Jhezer – Mesaw – Drehnaw – Czynnitz – Tornaw – Schönfeldt – Beichow – Lobenaw – Kolkewitz – Saßlem – Feczschow – Missen – Laß – Ogrose – Redern – Dober – Pritzschen
Im Jahr 1429 wurde dann Hans Katewicz zcu Meso (Hans von Kottwitz) bei einer Urteilsfindung vor dem Lübbener Rat als anwesend genannt. Grund war die Urteilsfindung über einen Mord, den Berntt Druskwicz (Bernd von Drauschwitz) begangen hatte. In einem Vasallenverzeichnis vom 4. Januar 1447 wird unter anderem Bernhard Druschwicz zu Meissaw als unter sächsischem Schutz stehend genannt. Der erwähnte Bernhard von Drauschwitz besaß auch das benachbarte Drehna. Das Pfarramt „Mesaw“ wird in der Meißner Bistumsmatrikel von 1495 geführt. Im Lehnsregister wird der Ort am 17. Oktober 1527 als Gross-Messo erwähnt. Die Brüder Hans, Georg und Nickel von Drauschwitz werden als Besitzer von Groß Mehßow genannt. Dies ist die erste Unterscheidung zwischen den Orten Groß und Klein Mehßow.

#### Orts- und Gutsgeschichte
Nachdem die Familie von Drauschwitz am 2. September 1544 dem Landvogt Albrecht von Schlick die Entdeckung von Alaun und Kupferwasser bei Groß Mehßow gemeldet hatte und ein Vertrag über das Schürfen abgeschlossen wurde, errichtet man 1546 ein Bergwerk hinter den Kohlhöfen. Hierbei handelte es sich um ein Alaunbergwerk. Am 8. Februar 1565 wird Samuel von Drauschwitz alleiniger Besitzer des Ortes. Das Gut blieb bis zum Jahr 1639 im Besitz der Familie von Drauschwitz als es Wilhelm von Minckwitz, Schwiegersohn des Caspar von Drauschwitz, erwarb. Der Groß Mehßower Pastor Andreas Ruben begann im Jahr 1599 mit Kirchenbuchaufzeichnungen, damit werden erstmals Namen der Einwohner bekannt.

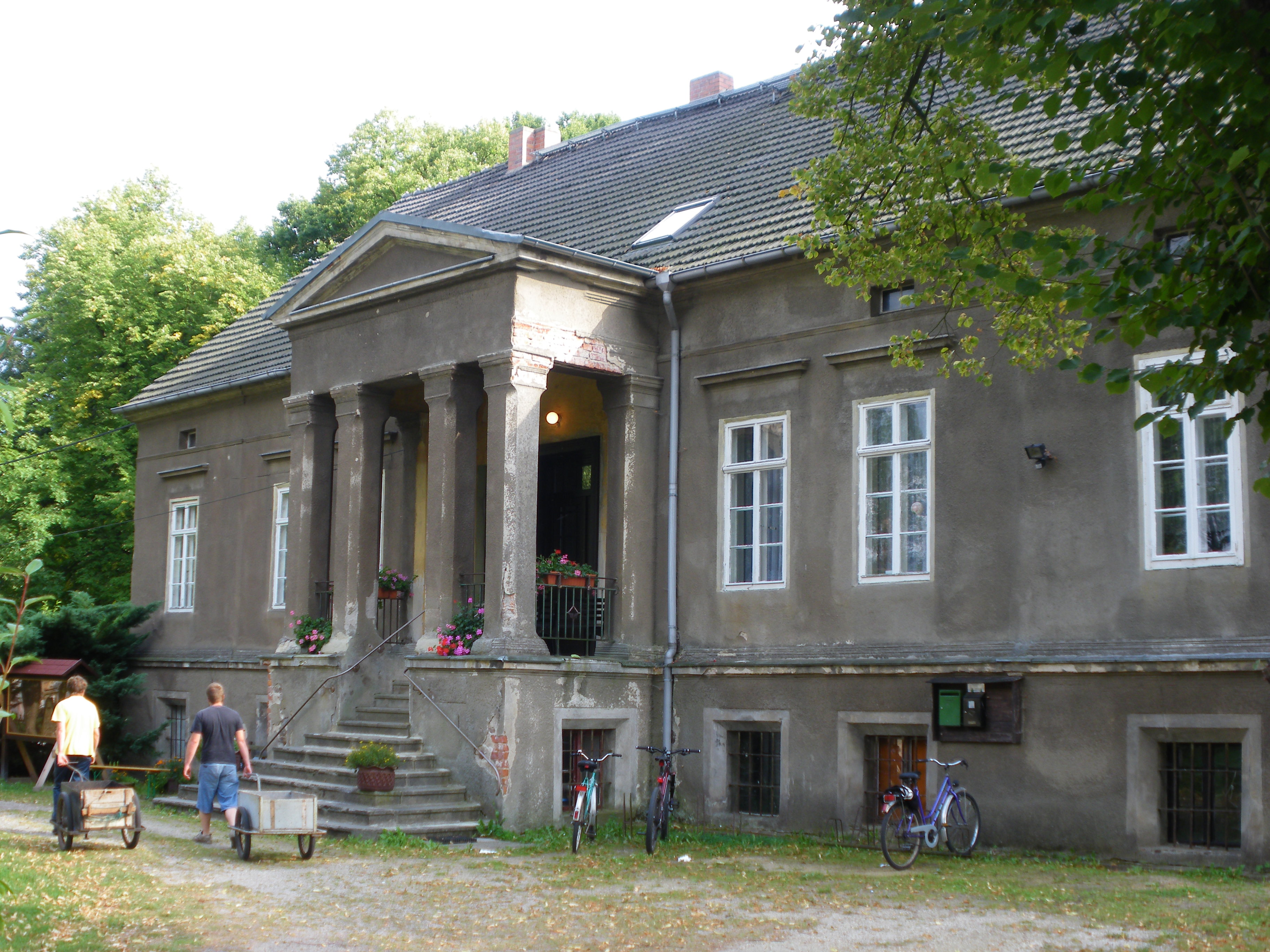
Gutshaus Groß Mehßow

Während des Dreißigjährigen Krieges gehen im Kirchenkreis Groß Mehßow die Geburten von 15 bis 20 auf 4 bis 5 zurück. Im Jahr 1634 gibt es im Ort einige Pestopfer. In den folgenden Jahren wechseln die Besitzer des Ortes respektive des Gutes häufig, 1675 Cuno Christoph von Bredow, 1691 Friedrich Christoph Truchseß von Reinfelden, 1750 Karl Siegmund von Walther und Croneck und im Jahr 1790 Erasmus Gottfried Bernhard Freiherr von Patow (1767–1842), der es an seinen zweiten Sohn Richard von Patow (1842–1908) vererbt. 1791 wird Groß Mehßow als adelich und kirchliches Dorf mit Rittergut und neun Kossäten bezeichnet. Bis 1945 bleibt das Gut im Besitz der Familie von Patow.
Im Jahr 1800 brannte am 7. Januar die Mühle im Ort ab. Im darauf folgenden Jahr wurde sie wieder aufgebaut. Nachdem der alte Friedhof zu klein wurde, legte man einen neuen an und weihte diesen im Jahr 1820 ein. Bernhard von Patow überließ dazu der Gemeinde kostenlos den Groschkenberg. Im Februar 1813 während der Napoleonischen Kriege waren bayrische Truppen in Groß Mehßow, Klein Mehßow und Radensdorf einquartiert. Im Jahr 1814 war eine russische Abteilung Baschkiren im Ort einquartiert.
In den Jahren 1816 bis 1826 war der sorbische Sprachwissenschaftler Christian Wilhelm Bronisch Pfarrer in Groß Mehßow, wobei der Ort zu dieser Zeit schon außerhalb des sorbischen Sprachgebietes lag. Von 1821 bis 1836 erfolgte in Groß und Klein Mehßow die Agrarreform und Separation. Das Gutshaus wurde 1838 neu gebaut. Im Generaladressbuch der Rittergutsbesitzer des Königreiches Preußen von 1879 findet Oberpräsident Freiherr von Patow mit Dienstsitz in Magdeburg Erwähnung, als Gutsbesitzer auf 460 ha. Groß Mehßow wurde nicht selbst betrieben, sondern ist verpachtet an Oberamtmann Winckler.  Das Gutshaus wurde unter anderem vom Schwager des Herrn von Patow bewohnt. Dieser ließ die alten Pachtteiche zu alter Größe wieder ausbauen. Auf Wunsch Richard von Patows errichtete man zu seinem Lebensende 1908 einen Friedhof auf dem Schlossberg. 1914 ist Louise Freifrau von Patow-Potsdam die Gutsbesitzerin auf Groß Mehßow. Das Gut leitet der Landwirt H. Schlobohm. Bernhard von Patow (1876–1935) ist dann Erbe des Grundbesitzes. Er war Major a. D., Rechtsritter im Johanniterorden, Ritterschaftsrat und liiert mit Magdalene von Teichmann und Logischen (1876–1954). Im Zeitraum der großen Wirtschaftskrise 1929/1930 beinhaltete das Rittergut Groß Mehßow 460 ha, davon 286 ha Wald. Die Leitung hatte Gutsverwalter Weber inne. Letzter Gutsherr waren deren Sohn Hans-Hartwig Freiherr von Patow, er wurde später Anwalt und lebte mit Familie in Hamburg.
Im Jahr 1922 wurde Groß Mehßow an das elektrische Stromnetz angeschlossen. Als das Gut in finanzielle Schwierigkeit geriet, verkauft Bernhard von Patow Teile des Gutes als Siedlungsgrundstücke. Diese prägen das heutige Ortsbild mit. Die Freiwillige Feuerwehr gründete sich 1932 in Groß Mehßow. Während des Zweiten Weltkriegs setzte man Kriegsgefangene als Arbeitskräfte auf den Höfen ein. Am 19. April 1945 zogen russische Panzer am Ort in Richtung Luckau vorbei. Auf dem Pfarrgrundstück schlug eine Granate ein. Die Rote Armee besetzte Groß Mehßow am 20. April 1945. 26 Groß Mehßower Männer sind im Krieg gefallen. Im Gutshaus bezog der sowjetische Kommandant sein Quartier. Mit sowjetischer Verfügung wurde Walter Haberland am 1. Mai 1945 zum Bürgermeister der Gemeinden Groß Mehßow, Klein Mehßow, Craupe, Radensdorf und Schrackau ernannt. Im Jahr 1946 wurde Johannes Arndt Bürgermeister von Groß Mehßow. Im Ort gab es neben dem Rittergut vormals noch zwei große Bauernhöfe der Familien Ewald Böhnisch und Albert Zwickert.

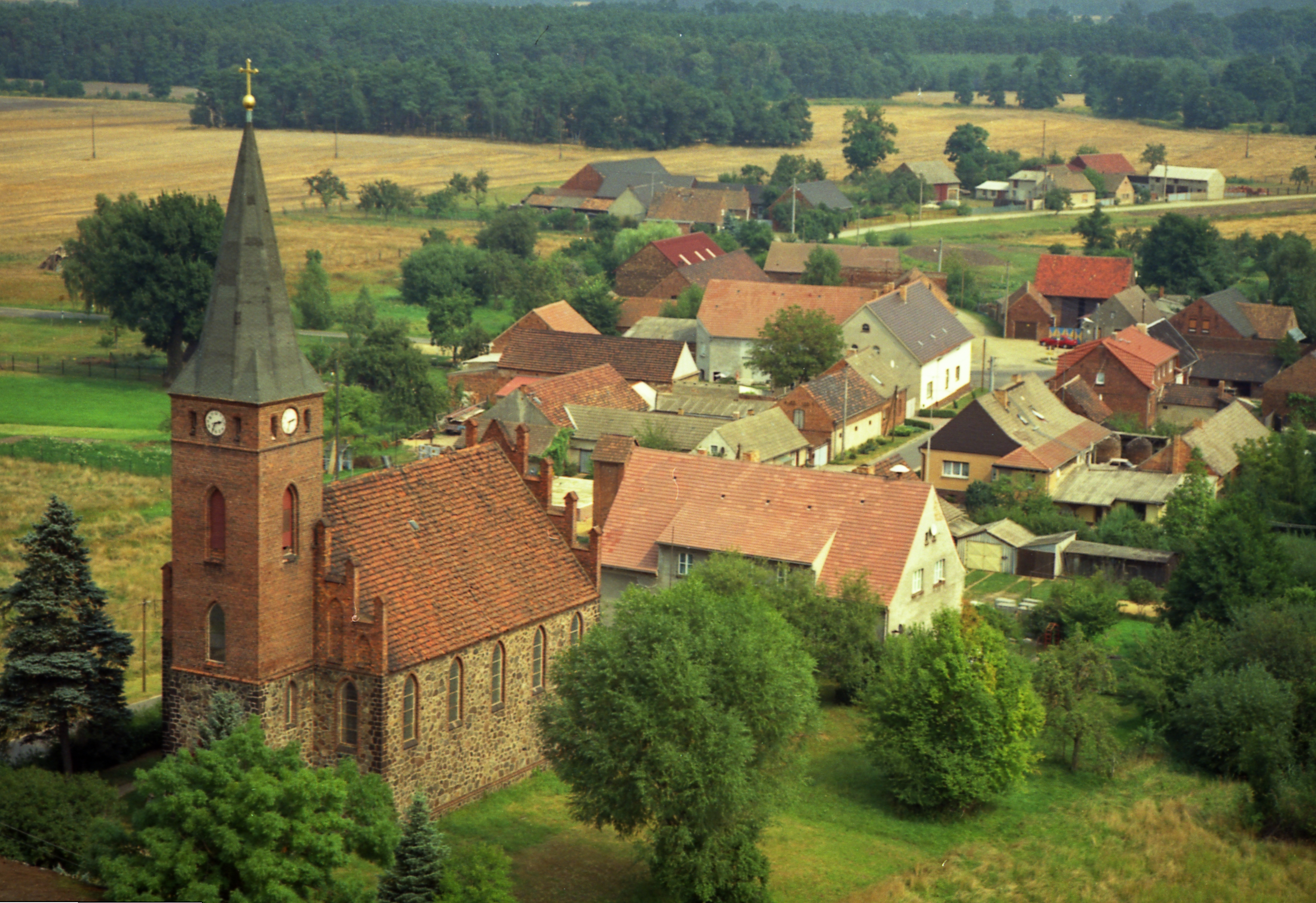
Groß Mehßow, östlicher Ortsteil

Der Unterricht begann am 1. Oktober 1945 im Pfarrhaus und später im Schloss, weil die Schule beim Einmarsch der Roten Armee abgebrannt war. Von 1948 bis 1949 erfolgte der Wiederaufbau des Schulgebäudes. Die LPG Groß Mehßow Kühler Grund wurde am 27. April 1960 gegründet. Am 1. Januar 1960 gliederte man das benachbarte Klein Mehßow ein. Im Jahr 1973 wurde die Schule in Groß Mehßow geschlossen und der Unterricht findet im benachbarten Crinitz statt. Das Schulgebäude nutzte man als Konsum und Kulturhaus weiter.
Am 26. Oktober 2003 wurde Groß Mehßow mit Saßleben, Kemmen, Mlode, Bolschwitz und Werchow per Gesetz nach Calau eingegliedert.

### Einwohnerentwicklung
| Einwohnerentwicklung in Groß Mehßow von 1875 bis 2002 | Einwohnerentwicklung in Groß Mehßow von 1875 bis 2002 | Einwohnerentwicklung in Groß Mehßow von 1875 bis 2002 | Einwohnerentwicklung in Groß Mehßow von 1875 bis 2002 | Einwohnerentwicklung in Groß Mehßow von 1875 bis 2002 | Einwohnerentwicklung in Groß Mehßow von 1875 bis 2002 | Einwohnerentwicklung in Groß Mehßow von 1875 bis 2002 | Einwohnerentwicklung in Groß Mehßow von 1875 bis 2002 | Einwohnerentwicklung in Groß Mehßow von 1875 bis 2002 | Einwohnerentwicklung in Groß Mehßow von 1875 bis 2002 | Einwohnerentwicklung in Groß Mehßow von 1875 bis 2002 | Einwohnerentwicklung in Groß Mehßow von 1875 bis 2002 | Einwohnerentwicklung in Groß Mehßow von 1875 bis 2002 | Einwohnerentwicklung in Groß Mehßow von 1875 bis 2002 |
| Jahr                                                  | Einwohner                                             | Jahr                                                  | Einwohner                                             | Jahr                                                  | Einwohner                                             | Jahr                                                  | Einwohner                                             | Jahr                                                  | Einwohner                                             | Jahr                                                  | Einwohner                                             | Jahr                                                  | Einwohner                                             |
| ----------------------------------------------------- | ----------------------------------------------------- | ----------------------------------------------------- | ----------------------------------------------------- | ----------------------------------------------------- | ----------------------------------------------------- | ----------------------------------------------------- | ----------------------------------------------------- | ----------------------------------------------------- | ----------------------------------------------------- | ----------------------------------------------------- | ----------------------------------------------------- | ----------------------------------------------------- | ----------------------------------------------------- |
| 1875                                                  | 257                                                   | 1933                                                  | 223                                                   | 1964                                                  | 351                                                   | 1989                                                  | 228                                                   | 1993                                                  | 214                                                   | 1997                                                  | 225                                                   | 2001                                                  | 228                                                   |
| 1890                                                  | 236                                                   | 1939                                                  | 227                                                   | 1971                                                  | 316                                                   | 1990                                                  | 221                                                   | 1994                                                  | 215                                                   | 1998                                                  | 225                                                   | 2002                                                  | 232                                                   |
| 1910                                                  | 213                                                   | 1946                                                  | 312                                                   | 1981                                                  | 239                                                   | 1991                                                  | 218                                                   | 1995                                                  | 219                                                   | 1999                                                  | 232                                                   |                                                       |                                                       |
| 1925                                                  | 223                                                   | 1950                                                  | 283                                                   | 1985                                                  | 232                                                   | 1992                                                  | 220                                                   | 1996                                                  | 228                                                   | 2000                                                  | 229                                                   |                                                       |                                                       |

## Kultur und Sehenswürdigkeiten

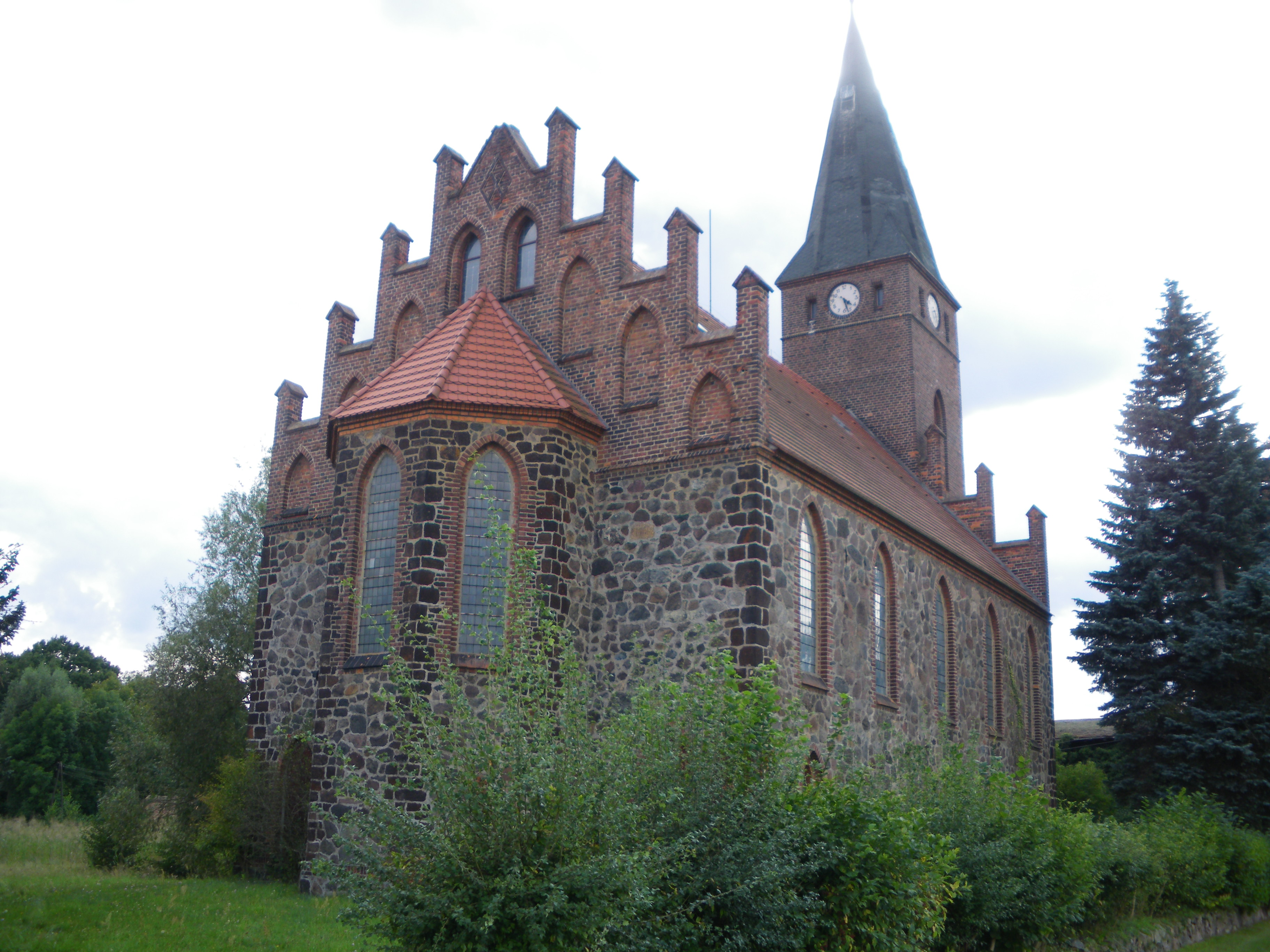
Dorfkirche

Die Dorfkirche von Groß Mehßow gehört zu den Baudenkmalen in Calau. Am Eingang befinden sich ein steinernes Gesicht und vier Figuren, die aus der slawischen Zeit stammen sollen. Nachdem die ursprüngliche Kirche baufällig wurde, errichtete man 1864 die heutige Kirche.
Für die Gefallenen des Ersten Weltkriegs steht ein Denkmal am Eingang der Kirche. Es wurde am 18. Juni 1922 eingeweiht. Das Denkmal wurde aus einem großen, schweren Findling geschaffen. Für die Opfer des Zweiten Weltkrieges ließ Pastor Gerhard Schröder in der Kirche eine Gedenktafel aus Holz anfertigen.

## Wirtschaft und Infrastruktur
Östlich des Gemeindeteils Klein Mehßow verläuft die Bundesautobahn 13.